# Mycalesis aramis
Mycalesis aramis är en fjärilsart som beskrevs av William Chapman Hewitson 1866. Mycalesis aramis ingår i släktet Mycalesis och familjen praktfjärilar. Inga underarter finns listade i Catalogue of Life.

## Bildgalleri

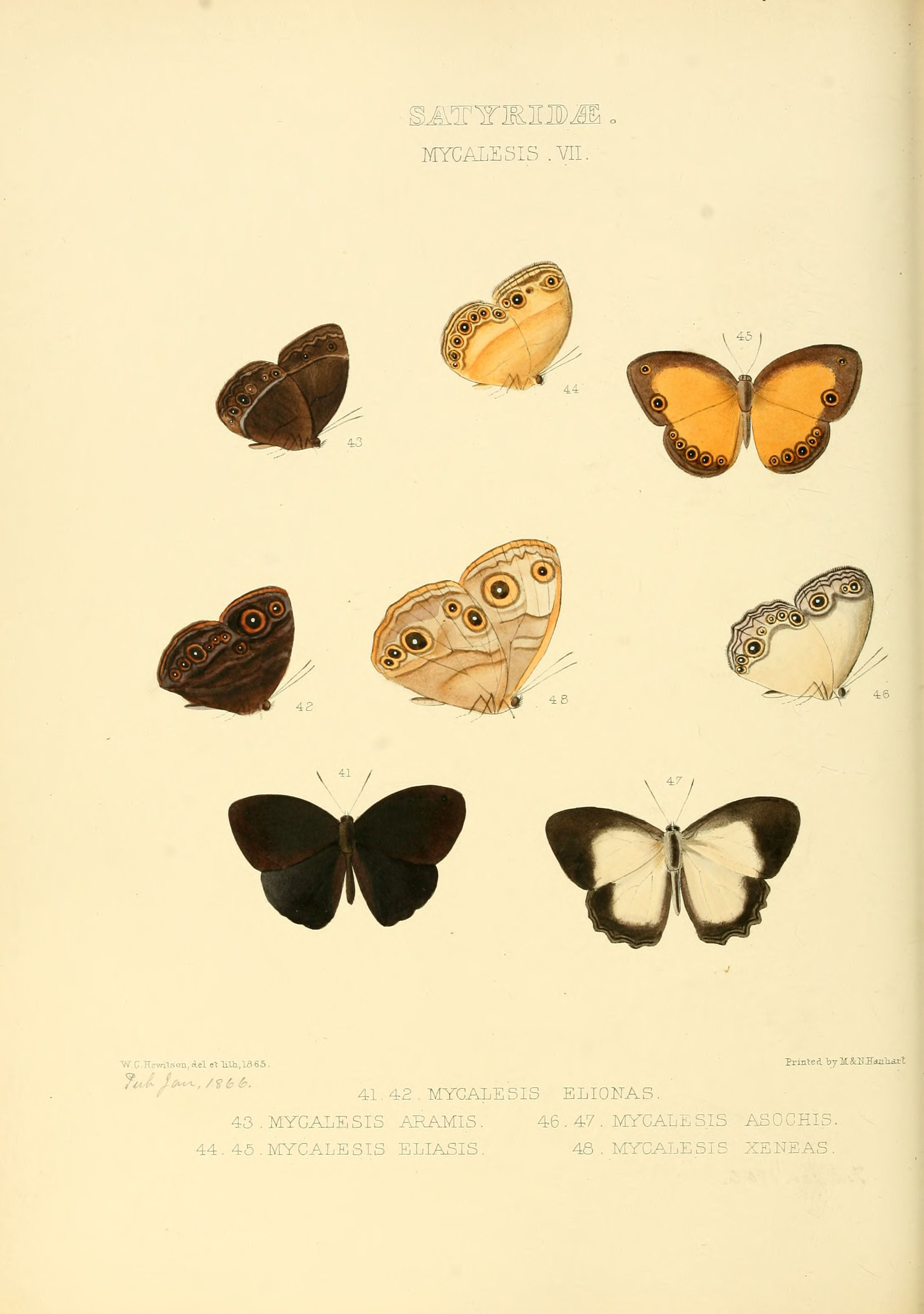